# Jemig de pemig!
Jemig de Pemig!: De Invloed van Van Kooten en de Bie op het Nederlands is een boek van de Nederlandse schrijver Ewoud Sanders. Het boek kwam tot stand met medewerking van Van Kooten en De Bie.

## Inhoud
Het boek beschrijft hoe het duo zo'n vijftig woorden, uitdrukkingen en soortnamen aan de Nederlandse taal heeft bijgedragen.
In het boek wordt ingegaan op het verhaal achter de taalelementen, hoe ze zijn ontstaan en hoe ze in de taal worden gehandhaafd. Ook worden diverse vragen beantwoord, zoals hoe Van Kooten en De Bie het voor elkaar kregen om zo'n significante invloed op de taal te hebben, welke van hun typetjes de meeste woorden hebben bedacht en anekdotes achter bepaalde sketches, zoals het verhoor van Van Kooten en De Bie door Hilversumse politie.